# Cellar Door: Terminus ut Exordium
Albums de The Underachievers
Lords of Flatbush
(2013) Evermore: The Art of Duality
(2015)
Cellar Door: Terminus ut Exordium est le premier album studio des Underachievers, sorti le 12 août 2014.
L'album s'est classé 11e au Top Rap Albums, 12e au Top Independent Albums, 16e au Top R&B/Hip-Hop Albums et 86e au Billboard 200.
Il a été accueilli favorablement par la critique, le site Metacritic lui attribuant la note de 76/100.

## Liste des titres
| No  | Titre                                                                                | Contient un (des) sample(s) de                                                              | Durée |
| --- | ------------------------------------------------------------------------------------ | ------------------------------------------------------------------------------------------- | ----- |
| 1.  | Luminescence (Produit par Frzn Productions)                                          |                                                                                             | 2:41  |
| 2.  | Chrysalis (Produit par Death Tarot)                                                  | Ten Et Tiwa Dorment d'Alain Goraguer Løb Stop Stå des Boom Clap Bachelors featuring Coco O. | 3:10  |
| 3.  | Radiance (Produit par Statik Selektah)                                               | P.S.K. - What Does It Mean? de Schoolly D                                                   | 3:28  |
| 4.  | Caprice (Produit par Haleek Maul)                                                    |                                                                                             | 3:12  |
| 5.  | Incandescent (Produit par Ryan Hemsworth)                                            |                                                                                             | 3:13  |
| 6.  | Sonorous (Produit par Jordan Dalbey)                                                 |                                                                                             | 3:38  |
| 7.  | Metropolis (Produit par brandUn DeShay)                                              | NaNa de Chance The Rapper featuring Action Bronson                                          | 3:59  |
| 8.  | Nebulous (Produit par Two Fresh Beats)                                               |                                                                                             | 3:34  |
| 9.  | Ethereal (Produit par Supreme Cuts)                                                  |                                                                                             | 3:01  |
| 10. | Quiescent (Produit par Lapalux)                                                      |                                                                                             | 2:57  |
| 11. | Felicity (Produit par The Ruby Suns et Nick León)                                    |                                                                                             | 3:45  |
| 12. | Amorphous (featuring Portugal. The Man – Produit par Portugal. The Man et Nick León) | Seventeen de Portugal. The Man                                                              | 3:21  |